# Accademia dei Catenati
Die Accademia dei Catenati ist ein alter Kulturverein, der in der zweiten Hälfte des 16. Jahrhunderts in Macerata mit dem Ziel, die Kultur in Mittelitalien wiederzubeleben, gegründet wurde. Es handelt sich um einen der ältesten literarischen Zirkel Italiens.

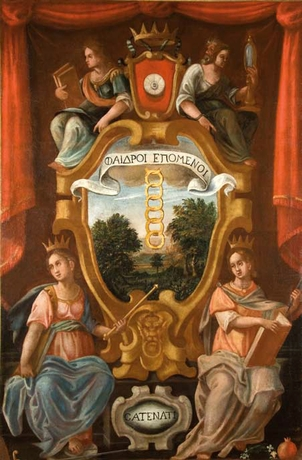
Wappen mit dem Motto der Accademie. Arbeit von Cav. Sforza Compagnoni

## Geschichte
Die Akademie wurde am 2. Juli 1574 gegründet und besteht bis heute ununterbrochen. Sie hat ihren Namen von der „goldenen Kette, die vom Himmel zur Erde verläuft“ und sich im Wappen befindet. Die Akademie wurde für das „Studium der schöngeistigen Literatur, der Künste“ und zum „Nachdenken über wissenschaftliche Dinge“ gegründet.
Sie wurde von Girolamo Zoppio – Professor für Poetik, Rhetorik und Moralphilosophie an der Universität Macerata, bekannt für seine Studien über Dante und Petrarca – gegründet. Zu den Mitgliedern gehören Persönlichkeiten wie Giovanni Mario Crescimbeni aus Macerata, Gründer und Generallverwalter der Accademia dell’Arcadia, Torquato Tasso, Don Carlo Hercolani (Patrizier aus Macerata), Terenzio Mamiani, Niccolò Tommaseo, Antonio Rosmini, Massimo d’Azeglio und zum Schluss Lino Liviabella, Maria Montessori, Vincenzo Cardarelli, Enrico Medi und Silvio Zavatti.
Aufgrund der politischen und kriegerischen Veränderungen in der ersten Hälfte des 20. Jahrhunderts stellte die Akademie ihre Tätigkeit für kurze Zeit ein und nahm sie in den 1950er Jahren dank der Bemühungen von Ferdinando Lori, Mario Moretti und Dante Cecchi wieder auf.

## Wappen und Motto
Als die Gründer den Namen Catenati für die Akademiker wählten, waren sie von dem Motto „Hinc a te nati“ (Sie waren hier) inspiriert.
Dagegen stammt das Wappen, bestehend aus einer Goldkette die vom Himmel zur Erde herunterfällt, aus einem Abschnitt aus Buch VIII der Ilias, der „die Liebe und Freundschaft der himmlischen und irdischen Dinge und die Stufen des Auf- und Abstiegs vom Himmel und in den Himmel“. Das Gold seinerseits muss bedeutet haben, dass „vom Himmel nur gutes auf die Erde herabsteigt, und so steigt man durch keinen anderen Weg als durch das Gute, die Tugend und die Mühe in den Himmel auf“.

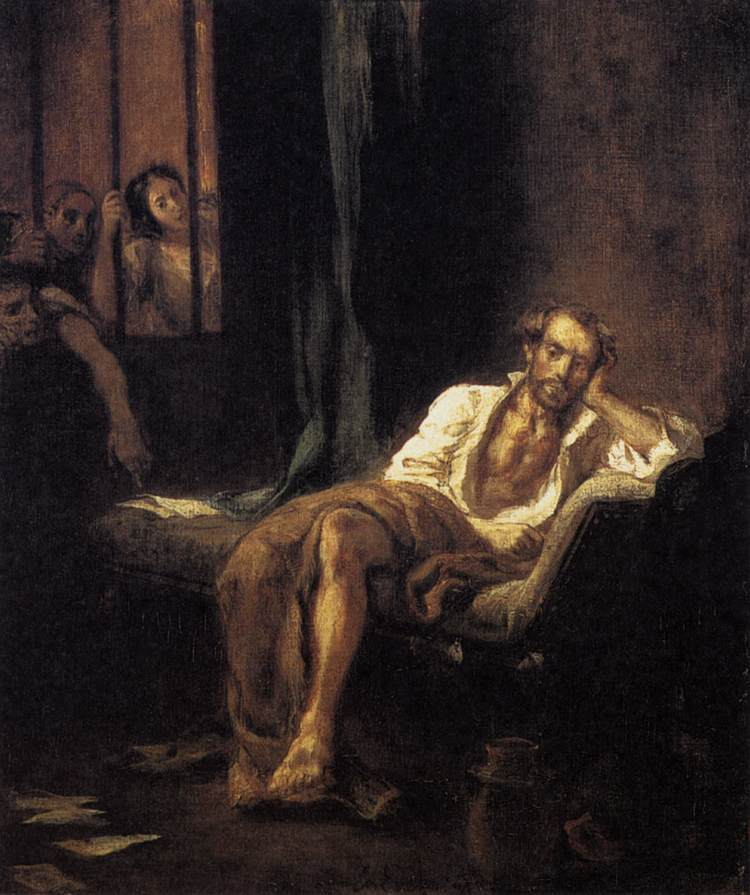
Delacroix: Kranker Tasso

In der Folge wurden auch andere Leitsätze übernommen, wie PAIAPOI EHOMENOI (Überall) und KATAIN ATH (gegen Fehler).
Der Künstlertreff erlangte schnell Ruhm und Autorität, indem er eine wichtige kulturelle Rolle in den Marken spielte, die Poesie und Wissenschaft feierten. Nicht nur das, er wollte auch Tragödien und Komödien sowie musikalische Werke darstellen.
Torquato Tasso selbst wollte 1587 Das befreite Jerusalem den Catenai vorstellen.

## Statuten der Accademia
Der Künstlertreff von Macerata wurde im Laufe der Zeit durch die Gründungsgesetze von 1779 sowie durch die Novellen von 1829, 1868, 1963 und 2010 geregelt.
In Artikel 1 heißt es: „Es ist ihr Zweck, die bedeutendsten und herausragendsten Wissenschaftler der Literatur, Wissenschaft und Kunst zusammenzubringen und ihre Arbeiten zu verbreiten. Dieses Ziel wird durch öffentliche Initiativen und die Unterstützung der Verbreitung von literarischen, wissenschaftlichen und künstlerischen Werken erreicht“.
Im 2. Artikel heißt es dann: „Die Akademiker werden in ehrenamtlich und ordentlich unterteilt. Ehrenamtlich sind diejenigen, die sich um Verdienste um die Akademie besonders verdient gemacht haben oder die in Literatur, Wissenschaft und Kunst Berühmtheit und Bekanntheit erlangt haben. Ordentliche Akademiker werden unter denjenigen ausgewählt, die sich insbesondere in der literarischen, wissenschaftlichen und künstlerischen Kultur und Tätigkeit hervorgetan haben und die den Anforderungen des Art. 4 entsprechen. Die Vitalität und Aktivität der Akademie beruht auf den ordentlichen Akademikern. Ehrenmitglieder, die sich unter den in Art. 4 genannten Bedingungen befinden, können zu ordentlichen Mitgliedern ernannt werden, die nicht mehr zur vorherigen Kategorie gehören“.
Ebenso wichtig ist Artikel 3, der besagt, dass "Ehren- und ordentliche Mitglieder in drei Klassen eingeteilt werden:
1. Humanistische, moralische, rechtliche, wirtschaftliche und soziale Fachrichtungen;
2. Wissenschaftliche und technologische Fachrichtungen;
3. Künstlerische Fachrichtungen".

In diesem Zusammenhang ist in Artikel 4 festgelegt: „Ehrenakademiker werden ohne Einschränkung der Staatsangehörigkeit ernannt. Ordentliche Akademiker müssen entweder seit langem in der Stadt Macerata und ihrer Provinz geboren worden sein, oder sie müssen in den Gemeinden geboren worden sein, die bereits zur Provinz Marca d'Ancona gehören, deren Hauptstadt Macerata war: Amandola, Arcevia (früher Rocca Contrada), Castelfidardo, Corinaldo, Filottrano, Monte Giorgio, Monte Granaro, Monte Marciano, Monte San Pietrangeli, Ostra (früher Monte Alboddo), Ostra Vetere (früher Monte Novo), Sant'Elpidio, Serra de' Conti, Serra San Quirico e Staffolo“

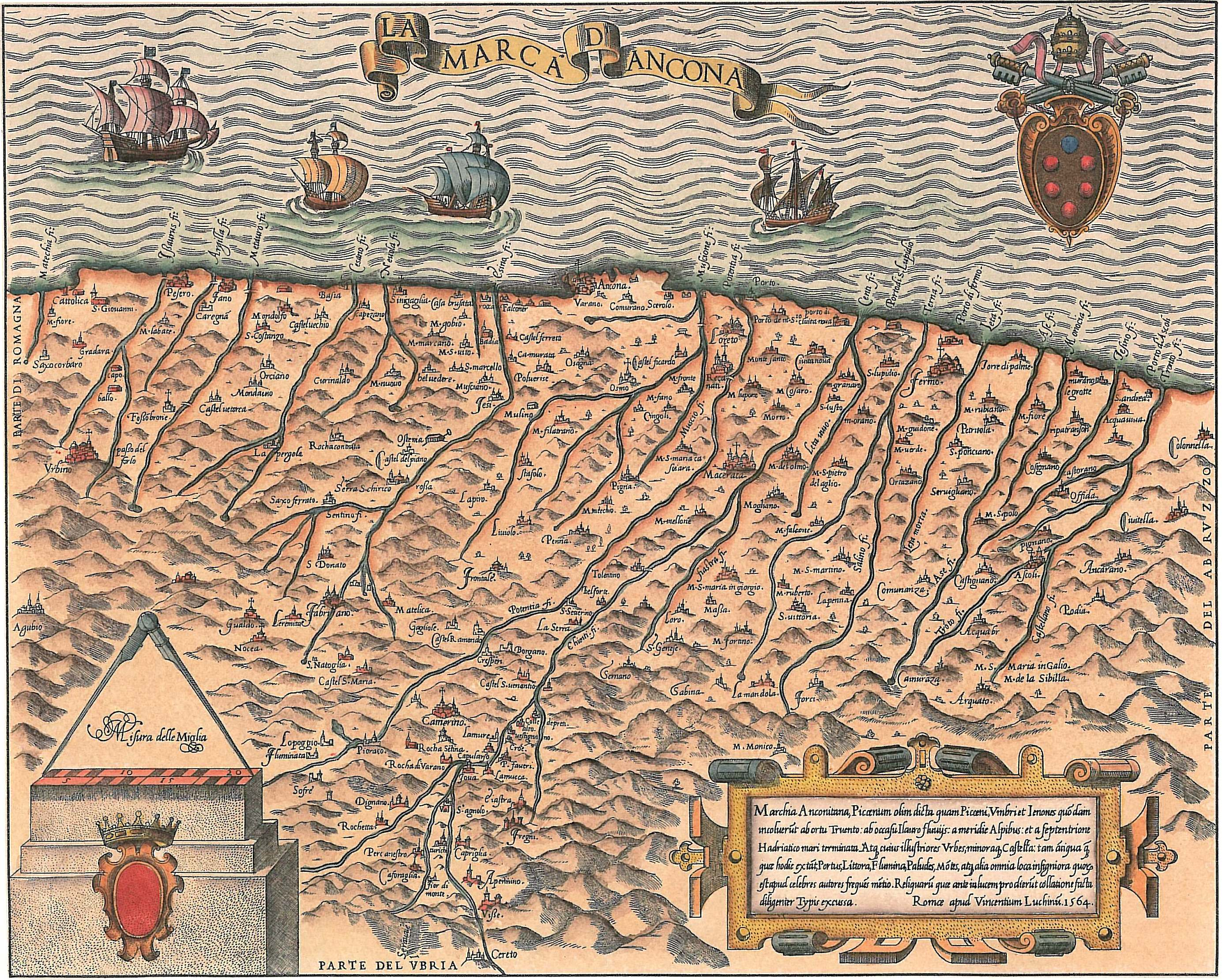
Mark von Ancona, Rom 1564 – Vincenzo Luchino (Cartoteca storica delle Marche)

Schließlich sind in Art. 5 die Organe der Akademie aufgeführt: „die Generalversammlung, die sich aus allen ehrenamtlichen und ordentlichen Mitgliedern zusammensetzt; der von der Generalversammlung gewählte Akademische Rat besteht aus sieben Mitgliedern; er wählt aus seiner Mitte den Versitzenden, den Stellvertreter, den Schatzmeister, den Sekretär und einen Prüfer für jede Klasse. Die aus drei Personen mit nachgewiesener Kompetenz bestehenden Rechnungsprüfer werden von der Versammlung gewählt und haben die Aufgabe, die wirtschaftliche und finanzielle Führung des Vereins zu kontrollieren und zu überprüfen, ob er den angegebenen sozialen Zwecken entspricht.“

### Vorsitzende der Akademie
Der erste Vorsitzende der Akademie, an der Spitze der Zirkels, war der Gründer Gerolamo Zoppio. Nach Dante Cecchi wurde im Jahr 2011 zum ersten Mal in der Geschichte der Akademie eine Frau gewählt: Angiola Maria Napolioni, ehemalige Direktorin der Staatsbibliothek von Macerata, die ihrerseits Dante Cecchi zum emeritierten Vorstand ernannt hat.

### Der Akademische Rat
Das wichtigste Organ für die Arbeit der Akademie ist der Akademische Rat, dem ab dem 16. April 2019 der Vorstand Angiola Maria Napolioni, Allì Caracciolo, Fabio Sileoni, Luigi Ricci, Renato Lapponi, Anna Maria Tamburri und Gianfranco Pasquali angehören.